# Far East Cup w biegach narciarskich 2013/2014
Far East Cup w biegach narciarskich 2013/2014 to kolejna edycja tego cyklu zawodów. Rywalizacja rozpoczęła się 19 grudnia 2013 w koreańskim Alpensia Resort, a zakończyła 16 lutego 2014 w koreańskim Alpensia Resort.
Obrończynią tytułu wśród kobiet była Japonka Naoko Omori, a wśród mężczyzn Japończyk Nobu Naruse.

## Kalendarz i wyniki

### Kobiety
| Lp | Data            | Miejscowość     | Dystans            | 1. miejsce          | 2. miejsce          | 3. miejsce      |
| -- | --------------- | --------------- | ------------------ | ------------------- | ------------------- | --------------- |
| 1. | 19 grudnia 2013 | Alpensia Resort | 5 km s. klasycznym | Yuki Kobayashi      | Kozue Takizawa      | Lee Chae-won    |
| 2. | 20 grudnia 2013 | Alpensia Resort | 10 km s. dowolnym  | Yuki Kobayashi      | Lee Chae-won        | Sumiko Ishigaki |
| 3. | 26 grudnia 2013 | Otoineppu       | 5 km s. klasycznym | Yuki Kobayashi      | Yukari Tanaka       | Akiko Sakurai   |
| 4. | 27 grudnia 2013 | Otoineppu       | 5 km s. dowolnym   | Yuki Kobayashi      | Michiko Kashiwabara | Yukari Tanaka   |
| 5. | 6 stycznia 2014 | Sapporo         | 5 km s. klasycznym | Yuki Kobayashi      | Kana Matsudate      | Chisa Ōbayashi  |
| 6. | 7 stycznia 2014 | Sapporo         | Sprint s. dowolnym | Michiko Kashiwabara | Yuki Kobayashi      | Naoko Omori     |
| 7. | 8 stycznia 2014 | Sapporo         | 5 km s. dowolnym   | Chisa Ōbayashi      | Yukari Tanaka       | Yuki Kobayashi  |
| 8. | 3 lutego 2014   | Alpensia Resort | 5 km s. klasycznym | Han Da-som          | Bae Min-ju          | Ju Hye-ri       |
| 9. | 4 lutego 2014   | Alpensia Resort | 10 km s. dowolnym  | Han Da-som          | Ju Hye-ri           | Kim Seul-gi     |

### Mężczyźni
| Lp | Data            | Miejscowość     | Dystans             | 1. miejsce           | 2. miejsce           | 3. miejsce        |
| -- | --------------- | --------------- | ------------------- | -------------------- | -------------------- | ----------------- |
| 1. | 19 grudnia 2013 | Alpensia Resort | 10 km s. klasycznym | Kohei Shimizu        | Nobuhito Kashiwabara | Kentarō Ishikawa  |
| 2. | 20 grudnia 2013 | Alpensia Resort | 15 km s. dowolnym   | Kohei Shimizu        | Nobuhito Kashiwabara | Junichi Igawa     |
| 3. | 26 grudnia 2013 | Otoineppu       | 10 km s. klasycznym | Akira Lenting        | Kohei Shimizu        | Hiroyuki Miyazawa |
| 4. | 27 grudnia 2013 | Otoineppu       | 10 km s. dowolnym   | Akira Lenting        | Hiroyuki Miyazawa    | Yosuke Kobayashi  |
| 5. | 6 stycznia 2014 | Sapporo         | 10 km s. klasycznym | Hiroyuki Miyazawa    | Akira Lenting        | Kohei Shimizu     |
| 6. | 7 stycznia 2014 | Sapporo         | Sprint s. dowolnym  | Yūichi Onda          | Nobuhito Kashiwabara | Shohei Kodama     |
| 7. | 8 stycznia 2014 | Sapporo         | 10 km s. dowolnym   | Akira Lenting        | Nobu Naruse          | Yūichi Onda       |
| 8. | 3 lutego 2014   | Alpensia Resort | 10 km s. klasycznym | Kohei Shimizu        | Nobuhito Kashiwabara | Hwang Jun-hee     |
| 9. | 4 lutego 2014   | Alpensia Resort | 15 km s. dowolnym   | Nobuhito Kashiwabara | Kohei Shimizu        | Cho Yong-jin      |

## Klasyfikacje
| Lp. | Zawodnik            | Punkty |
| --- | ------------------- | ------ |
| 1.  | Yuki Kobayashi      | 640    |
| 2.  | Chisa Obayashi      | 410    |
| 3.  | Yukari Tanaka       | 395    |
| 4.  | Lee Chae-won        | 317    |
| 5.  | Michiko Kashiwabara | 297    |
| 6.  | Naoko Omori         | 249    |
| 7.  | Han Da-som          | 244    |
| 8.  | Sumiko Ishigaki     | 241    |
| 9.  | Chihiro Kasahara    | 223    |
| 10. | Naoko Azegami       | 214    |

| Lp. | Zawodnik             | Punkty |
| --- | -------------------- | ------ |
| 1.  | Kohei Shimizu        | 618    |
| 2.  | Nobuhito Kashiwabara | 490    |
| 3.  | Akira Lenting        | 425    |
| 4.  | Hiroyuki Miyazaki    | 320    |
| 5.  | Kentarō Ishikawa     | 227    |
| 6.  | Junichi Igawa        | 222    |
| 7.  | Nobu Naruse          | 206    |
| 8.  | Yūichi Onda          | 205    |
| 9.  | Takanori Ebina       | 192    |
| 10. | Tomoki Satou         | 178    |